# Diplazium celtidifolium
Diplazium celtidifolium är en majbräkenväxtart som beskrevs av Gustav Kunze. 
Diplazium celtidifolium ingår i släktet Diplazium och familjen Athyriaceae. Utöver nominatformen finns också underarten Diplazium celtidifolium puberulum.